# Sjoerd Hoogendoorn
Sjoerd Hoogendoorn (Nieuwegein, 17 februari 1991) is een Nederlandse volleyballer, gespecialiseerd als diagonaalspeler.

## Jeugd
Hoogendoorn groeide op in Nieuwegein en begon met volleyballen toen hij zes jaar oud was. Zijn jeugdopleiding kreeg hij bij Vrevok in Nieuwegein. Na Vrevok speelde Hoogendoorn bij Sliedrecht Sport en aansluitend bij NVC.

## Nederlands team
Op zijn zeventiende debuteerde Hoogendoorn bij in het nationale team voor de betreffende leeftijdscategorie ('Jeugd Oranje'). Vervolgens stroomde hij door naar Jong Oranje; in beide jeugdteams samen speelde hij 96 interlands. In 2010 was hij ook aanvoerder van Jong Oranje en op het Europees Kampioenschap junioren in Bobruisk 2010 werd hij uitgeroepen tot ‘Best Scorer’.
In 2011 (op twintigjarige leeftijd) debuteerde Hoogendoorn onder bondscoach Edwin Benne in de nationale herenvolleybalploeg.

## Professionele carrière

### Dynamo
Op achttienjarige leeftijd debuteerde Hoogendoorn in de Nederlandse eredivisie bij Dynamo Apeldoorn. Hij speelde vier seizoenen bij deze club en won met zijn team het Nederlandse kampioenschap (2010), de SuperCup (2010) en de Nationale Beker (2010 en 2011).

### Valepa
In 2013 vertrok Hoogendoorn naar het buitenland om bij Valepa (voluit Vammalan Lentopallo) in Vammala, Finland zijn volleybalcarrière voort te zetten. Het seizoen begon succesvol voor Hoogendoorn, maar in januari kwam er een vroegtijdig einde aan toen hij tijdens een Europese thuiswedstrijd tegen het Turkse Fenerbahçe zijn linker achillespees afscheurde. Er volgde een operatie; tijdens zijn revalidatieperiode in Finland bekroonde Valepa het seizoen  met de Finse nationale titel. In september 2014 maakte Hoogendoorn zijn rentree in het team van Valepa.

### Argos Volley
Het eerste jaar in de Serie A2 van de Italiaanse competitie speelt Hoogendoorn bij Globo Banca Populare Sora. In februari 2016 zijn zij verliezend finalist van de Coppa Italia van de serie A2. Het seizoen eindigt met een spannende serie finalewedstrijden om promotie naar de serie A1. Na een 2-0 achterstand in de finaleserie (van max. 5 wedstrijden) knokt het team zich alsnog langs medefinalist Vibo Valentia in de vijfde wedstrijd. Hiermee wordt de club voor het eerst in haar bestaan kampioen van de Serie A2 en promoveert het naar de Superlega (Serie A1).

### Olimpia Pallovolo
Tijdens de daarop twee volgende seizoenen 2016-2017 & 2017-2018 speelt Hoogendoorn bij Caloni Agnelli Bergamo in de Serie A2 van de Italiaanse competitie. In het seizoen 2017-2018 is Hoogendoorn aanvoerder van dit team dat in februari 2018 de verliezend finalist is van de Coppa Italia van de serie A2. Ondanks een lange historie is het de eerste keer dat deze club in een dergelijke finale meemaakt.

### Sir Safety Perugia
In het seizoen 2018-2019 speelt Hoogendoorn voor Sir Safety Perugia in de Superlega, Serie A1 in Italië. Deze club pakte de tripel (Supercup, beker, landskampioenschap) van de Serie A1 én won brons in de Champions League in seizoen 2017-2018. Op 10 februari 2019 won Hoogendoorn met Sir Safety Perugia opnieuw de Italiaanse beker in de Unipol Arena in Bologna.

### Draisma Dynamo
Hoogendoorn gaat voor het seizoen 2020-2021 terug naar de club waar het allemaal begon, Draisma Dynamo. Hij sluit hier zijn professionele volleybal carrière af met het Nederlands Kampioenschap. In oktober 2020 werd de Supercup verloren in de halve finale van Active Living Orion en in Groningen werd in april 2021 de bekerfinale verloren van Amysoft Lycurgus. De landstitel volgende een week later, in de beslissende 3de play-off wedstrijd won Dynamo met 3-1. Hoogendoorn gaat vanaf seizoen 2021-2022 spelen bij Vives heren 1 in IJsselstein waar hij zal uitkomen in een vriendenteam dat speelt in de Eerste Divisie.

### VIVES
In het seizoen 2021-2022 speelt Hoogendoorn bij VIVES in IJsselstein. Het hele seizoen domineerden zij de competitie, op 16 april 2022 werden zij kampioen in de 1e Divisie B. Daarmee promoveerde het team naar de topdivisie waar Hoogendoorn bleef spelen tot zaterdag 16 december 2023. Op die dag kondigde hij zijn vertrek bij VIVES aan om toch weer terug te gaan naar de Eredivisie en uit te komen voor VV Huizen.

### VV Huizen
Op vrijdag 12 januari 2024 debuteerde Hoogendoorn voor VV Huizen met shirt nummer 18. 

## Overig
De eerste jaren van zijn professionele carrière heeft Hoogendoorn het uitoefenen van zijn sport gecombineerd met zijn studie geneeskunde aan de Universiteit Utrecht. In 2013 behaalde hij zijn Bachelordiploma.

## Palmares
- 2009-2010 - Dynamo Apeldoorn
 Nederlands Kampioenschap,  Nationale Beker
- 2010-2011 - Dynamo Apeldoorn
 SuperCup,  Nationale Beker
- 2012-2013 - Dynamo Apeldoorn
 Nationale Beker
- 2013-2014 - Valepa
 Nationale Beker,  Fins Kampioenschap
- 2014-2015 - Valepa
 Nationale Beker,  Fins Kampioenschap
- 2015-2016 - Globo Banca Popolare del Frusinate Sora
 Kampioenschap A2,  Nationale Beker
- 2017-2018 - Caloni Agnelli Bergamo
 Nationale Beker
- 2018-2019 - Sir Safety Perugia
 Nationale Beker A1,  Champions League,  Servia Beach
- 2019-2020 - Sir Safety Perugia
 Supercup A1
- 2020-2021 - Dynamo Apeldoorn
  -  Nederlands Kampioenschap
- 2021-2022 - VIVES IJsselstein
  -  Kampioenschap 1ste Divisie B
- 2022-2023 - VIVES IJsselstein
  -  Topdivisie B

## Onderscheidingen
- 2010 - 'Best Scorer' Europees Kampioenschap Junioren Bobruisk[11]
- 2010 - 'Sportman van het jaar' in Nieuwegein[12]
- 2016/2017 Best scorer A2 744 punten[13]
- 2019/2020 Beste speler Sir Safety Perugia, fanprijs[14]
- 2022 - 'Hylke Dunant MVP Award' Meest waardevolle speler van VIVES Heren 1 seizoen 21/22